# Corredor Checo

corredor proposto
linha tracejada - Burgenland atualmente

O Corredor Checo foi uma proposta falhada durante a Conferência de Paz de Paris de 1919 na sequência da Primeira Guerra Mundial. A proposta teria esculpido uma área de terra para conectar o Reino da Iugoslávia e a Tchecoslováquia. Um nome diferente dado frequentemente é Corredor Territorial Checo-Iugoslavo. Foi chamado de Corredor Checo, já que os representantes da Iugoslávia na Conferência de Paz declararam que prefeririam que fosse oferecido para os checos. A proposta foi rejeitada pela conferência.
O corredor consistiria de Burgenland e outras áreas que podem ser encontradas ao longo da futura fronteira da Áustria e da Hungria. A área é às vezes chamada de Transdanubia ocidental. Em um memorando ao governo francês de fevereiro de 1916, Tomáš Masaryk declarou que o corredor iria corrigir "a divisão dos tchecos e iugoslavos"  decorrente da invasão húngara do século IX.
O corredor teria 200 quilômetros de extensão e 80 quilômetros de largura e seria cortado por quatro condados húngaros, Moson, Sopron, Vas e Zala. No entanto existiram propostas variantes que teriam tornado a área significativamente maior.
É improvável que os Estados eslavos pudessem ter alcançado a aceitação desta proposta usando os princípios da autodeterminação, já que das 1.171.000 pessoas que viviam na região, 662 mil eram húngaros, 220.000 eram eslavos e 289.000 outros (principalmente alemães). De acordo com os checos, o principal objetivo do corredor era separar os alemães da Europa Oriental e Central. Também mencionaram que isso iria beneficiar os franceses. A maioria especula que isso tinha a intenção de dar a Checoslováquia uma parcela maior do Danúbio, a fim de fazer Bratislava um grande porto do Danúbio; isso teria isolado a Hungria ainda mais. Os delegados da Checoslováquia alegaram que Bratislava era a antiga capital da Eslováquia, omitindo o fato de que Bratislava foi durante quatro séculos a capital da Hungria.
Esta proposta foi apoiada pelos defensores da ideologia pan-eslavista já que teria criado uma fronteira comum entre dois estados que representavam a unidade eslava (Checoslováquia e Reino dos Sérvios, Croatas e Eslovenos). Partidários ainda mais pan-eslavistas afirmavam que iria ligar o norte (eslavos ocidentais) com os eslavos meridionais. Esta ideia foi apoiada também por nacionalistas croatas que desejavam que os croatas habitantes de Burgenland e os croatas morando em algumas aldeias na Eslováquia fossem parte do estado iugoslavo.  A existência de tal área foi apoiada por aqueles que acreditavam que, uma vez que a Áustria-Hungria já não existia, não deveria haver nenhuma razão para que a Áustria e a Hungria compartilhassem uma fronteira.